# Wierzejskiella ricciae
Wierzejskiella ricciae är en hjuldjursart som först beskrevs av Harry K. Harring 1913.  Wierzejskiella ricciae ingår i släktet Wierzejskiella och familjen Dicranophoridae. Arten är reproducerande i Sverige. Inga underarter finns listade i Catalogue of Life.